# Mistrzostwa Świata w Biegach Przełajowych 1980
8. Mistrzostwa Świata w Biegach Przełajowych – zawody lekkoatletyczne, które odbyły się 9 marca 1980 roku w Paryżu, we Francji.

## Rezultaty

### Seniorzy

#### Indywidualnie
| Medal  | Zawodnik             | Czas      |
| Złoto  | Craig Virgin         | 35:01 min |
| Srebro | Hans-Jürgen Orthmann | 35:07 min |
| Brąz   | Nick Rose            | 35:09 min |

#### Drużynowo
| Medal  | Zawodnik | Punkty  |
| Złoto  | Anglia · Nick Rose (3) · Bernie Ford (10) · Barry Smith (14) · Steve Kenyon (17) · Nick Lees (19) · Graham Tuck (37)                         | 100 pkt |
| Srebro | Stany Zjednoczone · Craig Virgin (1) · Daniel Dillon (12) · Kenneth Martin (23) · Steve Plasencia (36) · Don Clary (43) · Mark Anderson (48) | 163 pkt |
| Brąz   | Belgia · Léon Schots (4) · Karel Lismont (11) · Alex Hagelsteens (21) · Eddy De Pauw (38) · Frank Grillaert (44) · Roger de Vogel (57)       | 175 pkt |

### Juniorzy

#### Indywidualnie
| Medal  | Zawodnik         | Czas      |
| Złoto  | Jorge García     | 22:17 min |
| Srebro | Walerij Grjaznow | 22:23 min |
| Brąz   | Ed Eyestone      | 22:27 min |

#### Drużynowo
| Medal  | Zawodnik          | Punkty |
| Złoto  | ZSRR              | 50 pkt |
| Srebro | Stany Zjednoczone | 75 pkt |
| Brąz   | Hiszpania         | 79 pkt |

### Kobiety

#### Indywidualnie
| Medal  | Zawodniczka        | Czas      |
| Złoto  | Grete Waitz        | 15:05 min |
| Srebro | Irina Bondarczuk   | 15:49 min |
| Brąz   | Jelena Czernyszewa | 15:52 min |

#### Drużynowo
| Medal  | Zawodniczka                                                                                        | Punkty |
| Złoto  | ZSRR · Irina Bondarczuk (2) · Jelena Czernyszewa (3) · Giana Romanowa (5) · Swietłana Ulmasowa (6) | 15 pkt |
| Srebro | Anglia · Penny Forse (7) · Kath Binns (9) · Sandra Arthurton (14) · Ruth Smeeth (19)               | 49 pkt |
| Brąz   | Stany Zjednoczone · Jan Merrill (5) · Margaret Groos (10) · Julie Shea (13) · Brenda Webb (21)     | 49 pkt |

## Tabela medalowa
| Miejsce | Kraj              | Złoto | Srebro | Brąz | Razem |
| 1.      | ZSRR              | 2     | 2      | 1    | 5     |
| 2.      | Stany Zjednoczone | 1     | 2      | 2    | 5     |
| 3.      | Anglia            | 1     | 1      | 1    | 3     |
| 4.      | Hiszpania         | 1     | 0      | 1    | 2     |
| 5.      | Norwegia          | 1     | 0      | 0    | 1     |
| 6.      | Niemcy            | 0     | 1      | 0    | 1     |
| 7.      | Belgia            | 0     | 0      | 1    | 1     |